# 留依まきせ
留依 まきせ（るい まきせ、1993年6月23日 - ）は、日本の女優。元宝塚歌劇団宙組の男役スター。
兵庫県尼崎市、市立塚口中学校出身。身長170cm。愛称は「あーちゃん」、「あずさ」、「るいくん」。
宝塚歌劇団時代の芸名は留依 蒔世。

## 来歴
2009年、宝塚音楽学校入学。
2011年、音楽学校卒業後、宝塚歌劇団に97期生として首席入団。星組公演「ノバ・ボサ・ノバ／めぐり会いは再び」で留依蒔世として初舞台。
2012年の阪急阪神初詣ポスターモデルに起用される。同年、組まわりを経て宙組に配属。
2017年、実咲凜音退団公演となる「王妃の館」で、新人公演初主演。
2022年11月20日、「HiGH&LOW／Capricciosa!!」東京公演千秋楽をもって、宝塚歌劇団を退団。
退団後は留依まきせと改名し、芸能活動を再開。

## 宝塚歌劇団時代の主な舞台

### 初舞台
- 2011年4 - 5月、星組『ノバ・ボサ・ノバ』『めぐり会いは再び』（宝塚大劇場）

### 組まわり
- 2011年6 - 7月、星組『ノバ・ボサ・ノバ』『めぐり会いは再び』（東京宝塚劇場）
- 2011年10 - 12月、宙組『クラシコ・イタリアーノ』『NICE GUY!!』

### 宙組時代
- 2012年4 - 7月、『華やかなりし日々』 - 新人公演：ロイ（少年時代）（本役：月映樹茉）『クライマックス』
- 2012年8 - 11月、『銀河英雄伝説@TAKARAZUKA』 - 新人公演：トリュー二ヒト（本役：星吹彩翔）
- 2013年1月、『逆転裁判3 検事マイルズ・エッジワース』（ドラマシティ・日本青年館）
- 2013年3 - 6月、『モンテ・クリスト伯』 - 新人公演：ディック（本役：桜木みなと）『Amour de 99!!-99年の愛-』
- 2013年7 - 8月、『the WILD Meets the WILD』（バウホール） - マック
- 2013年9 - 12月、『風と共に去りぬ』 - 新人公演：ウィリー（本役：凛城きら）
- 2014年2月、『ロバート・キャパ 魂の記録』 - ピーター・アダムス『シトラスの風II』（中日劇場）
- 2014年5 - 7月、『ベルサイユのばら-オスカル編-』 - セルジェ、新人公演：アラン（本役：緒月遠麻／七海ひろき）[4]
- 2014年11 - 2015年2月、『白夜の誓い -グスタフIII世、誇り高き王の戦い-』 - ヴァーサ王／オロフ、新人公演：カール・ポンタス・リリホルン（本役：朝夏まなと）『PHOENIX 宝塚!!-蘇る愛-』[4]
- 2015年4月、『New Wave!-宙-』（バウホール）
- 2015年6 - 8月、『王家に捧ぐ歌』 - 新人公演：ファラオ（本役：箙かおる）
- 2016年5月、『ヴァンパイア・サクセション』（ドラマシティ・KAAT神奈川芸術劇場） - 会議の男／チンピラ／献血ラッパー
- 2016年6月、『Bow Singing Workshop〜宙〜』（バウホール）
- 2016年7 - 10月、『エリザベート-愛と死の輪舞（ロンド）-』 - 黒天使、新人公演：フランツ・ヨーゼフ（本役：真風涼帆）[2][4]
- 2016年11 - 12月、『バレンシアの熱い花』 - アロンソ／ミゲル／バレンシアーナの男『HOT EYES!!』（全国ツアー） Wエトワール
- 2017年2 - 4月、『王妃の館-Château de la Reine-』 - ギャルソン、新人公演：北白川右京（本役：朝夏まなと）『VIVA! FESTA!』 新人公演初主演[10][2][4]
- 2017年8 - 11月、『神々の土地』 - キリチェンコ／客、新人公演：ラスプーチン（本役：愛月ひかる）『クラシカル ビジュー』
- 2018年1月、『不滅の棘（とげ）』（ドラマシティ・日本青年館） - ハンス
- 2018年3 - 6月、『天（そら）は赤い河のほとり』 - ミッタンナムワ『シトラスの風-Sunrise-』
- 2018年7 - 8月、『WEST SIDE STORY』（梅田芸術劇場） - アクション
- 2018年10 - 12月、『白鷺（しらさぎ）の城（しろ）』 - 奉行『異人たちのルネサンス』 - フェルッチ
- 2019年1 - 2月、専科『パパ・アイ・ラブ・ユー』（バウホール） - レズリー
- 2019年4 - 7月、『オーシャンズ11』 - マイク
- 2019年8 - 9月、『追憶のバルセロナ』 - ミゲル『NICE GUY!!』（全国ツアー）[5]
- 2019年11 - 2020年2月、『El Japón（エル ハポン）-イスパニアのサムライ-』 - 道化セバスティアン『アクアヴィーテ（aquavitae）!!』
- 2020年8 - 9月、『FLYING SAPA-フライング サパ-』（梅田芸術劇場・日生劇場） - タオカ[5]
- 2020年11 - 2021年2月、『アナスタシア』 - イーゴリ
- 2021年4月、『夢千鳥』（バウホール） - 紺野陽平／恩地孝四郎
- 2021年6 - 9月、『シャーロック・ホームズ-The Game Is Afoot!-』 - トバイアス・グレグスン警部『Délicieux（デリシュー）!-甘美なる巴里-』
- 2021年11 - 12月、『プロミセス、プロミセス』（ドラマシティ・東京建物 Brillia HALL） - カール・クーベリック／マージ・マクドゥーガル[5]
- 2022年2 - 5月、『NEVER SAY GOODBYE』 - ラ・パッショナリア[5]
- 2022年6 - 7月、『カルト・ワイン』（東京建物 Brillia HALL・ドラマシティ） - チャポ・エルナンデス[5]
- 2022年8 - 11月、『HiGH&LOW-THE PREQUEL-』 - リン『Capricciosa（カプリチョーザ）!!』 退団公演、エトワール[7][5]

### 出演イベント
- 2014年8 - 9月、凰稀かなめディナーショー『Metamorphose-メタモルフォーゼ-』
- 2017年6 - 7月、『宝塚巴里祭2017』[11]
- 2017年12月、タカラヅカスペシャル2017『ジュテーム・レビュー-モン・パリ誕生90周年-』
- 2018年2月、『宙組誕生20周年記念イベント』
- 2019年12月、タカラヅカスペシャル2019『Beautiful Harmony』

## 宝塚歌劇団退団後の主な活動

### 舞台
- 2023年8月、『PRINCESS TOYOTOMI』（CBGKシブゲキ!!・近鉄アート館） - 小松姫[12]
- 2023年11月、『SEVEN-西遊記7つの戦い-』（クラブeX・森ノ宮ピロティホール） - 羅刹女[13]
- 2024年1月、『WHAT A WONDERFUL LIFE!』（シアターサンモール） - 明日香[14]
- 2024年4月、『美少女戦士セーラームーン』（IMM THEATER） - ネフライト[15]
- 2024年9 - 10月、『CLUB SEVEN another place』（シアター1010・有楽町よみうりホール）[16]
- 2024年11月、『ドロコン!〜泥沼離婚〜』（新宿シアタートップス）[17]
- 2025年7 - 8月、『ダンスカンタービレ 2025 〜VIOLET〜』（博品館劇場）[18]

## TV出演
- 2017年12月、フジテレビ『2017 FNS歌謡祭 第1夜』

## 広告
- 2012年、『阪急阪神』初詣ポスターモデル[8][2][9]